# プレシオトリゴン・イワマエ
プレシオトリゴン・イワマエ ( Plesiotrygon iwamae ) は、ポタモトリゴン科に属するエイの一種である。エクアドルからベレンに至るまでのアマゾン盆地に広く分布し、特にアマゾン川本流と、大きな支流の下流に生息する。
特徴としては、細い糸状の尾、退化傾向にある眼、鰭条数の少ない胸鰭が挙げられる。同属のプレシオトリゴン・ナナに類似するが、より大型であり体盤幅58センチメートルに達する。
小型のナマズ類、甲殻類、昆虫等を捕食する。
1987年にサンパウロ大学動物学博物館のHugo P. Castello により記載された。また、その後に他の博物館からも未同定/誤同定標本が発見されている。種小名はサンパウロ州立植物学研究所の動物学者だったSatoko Iwamaへの献名である。
観賞魚として流通することがあり、飼育下繁殖も行われているが、尾が傷つきやすく環境の変化に敏感である。